# Латорица
Ла́торица (укр. Латориця, словац. Latorica) — река в Украине и Словакии. Длина реки — 191 км. Площадь водосборного бассейна — 7860 км². Средний расход воды у Чопа — 36 м³/с.
Берёт начало южнее села Латорка Мукачевского района Закарпатской области Украины. В пределах Украины длина Латорицы достигает 144 км. Реки Латорица и Уж, после слияния на территории Словакии Лаборец и Ондава, образуют Бодрог, впадающий в Тису. На Латорице расположены города Мукачево и Свалява, посёлок городского типа Чинадиево.
В Словакии на реке расположена территория, общей площадью 4405 га, объявленная в рамках Рамсарской конвенции водно-болотными угодьями международного значения.